# Polish Yearbook of International Law
Polish Yearbook of International Law – rocznik wydawany przez Instytut Nauk Prawnych Polskiej Akademii Nauk, poświęcony aktualnym problemom prawa międzynarodowego.
„Polish Yearbook of International Law” powstał w 1966 r. W czasopiśmie publikowane są wyniki aktualnych badań naukowych dotyczących prawa międzynarodowego publicznego, a także międzynarodowego prawa prywatnego oraz prawa Unii Europejskiej. Każdy tom obejmuje artykuły naukowe, recenzje oraz bibliografię polskich publikacji naukowych z zakresu prawa międzynarodowego za poprzedni rok. 
Obecnym redaktorem naczelnym jest Władysław Andrzej Czapliński, a zastępcą redaktora naczelnego Karolina Wierczyńska.
W wykazach czasopism naukowych sporządzonych dla potrzeb oceny parametrycznej jednostek naukowych przez Ministra Nauki i Szkolnictwa Wyższego w latach 2015 i 2016 r. PYIL znajdował się w części B z przyznaną liczbą 14 punktów. W wykazach z 2019 r. czasopismu przypisano 40 punktów.
Archiwalne artykuły z czasopisma są dostępne w bazach: CEEOL, HeinOnline, LexisNexis i System Informacji Prawnej LEX. Czasopismo jest indeksowane w bazach ERIH PLUS oraz Emerging Sources Citation Index.